# (48794) Stolzová
(48794) Stolzová ist ein im Hauptgürtel gelegener Asteroid, der am 5. Oktober 1997 von den tschechischen Astronomen Jana Tichá und Miloš Tichý am Kleť-Observatorium (IAU-Code 046) nahe der Stadt Český Krumlov in Südböhmen entdeckt wurde.
In der AstDyS-2-Datenbank wird (48794) Stolzová einer nicht bestätigten, kleinen Asteroidenfamilie zugeordnet, bei welcher der Asteroid (16286) 4057 PL als parent body angegeben ist.
Der Asteroid wurde am 10. September 2003 nach der tschechischen Sopranistin Teresa Stolz (1834–1902) benannt, die in vielen Erstaufführungen von Giuseppe Verdis Werken mitwirkte und seit 1869 eng mit dem Komponisten befreundet war.